# Victoria Maurette
Victoria Regina Maurette (Buenos Aires, 30 de julio de 1982) es una actriz, cantante y compositora argentina. En Argentina saltó a la fama con su participación en la serie Rebelde Way, y ha desarrollado también una carrera como cantante. Fuera de su país es reconocida internacionalmente por protagonizar varias películas independientes y de género del director estadounidense Albert Pyun.

## Carrera
Victoria Maurette apareció por primera vez en televisión en 2002 de la mano de Cris Morena en Rebelde Way interpretando a Victoria «Vico» Paz. Debido al éxito de la serie, Maurette formó parte del grupo Erreway, creado para presentaciones en vivo de la música del programa, con los protagonistas de la ficción como miembros principales. Maurette actuó en las giras por Israel de Erreway, realizadas en 2003. En 2004 actuó en el programa humorístico No hay 2 sin 3 y en la serie juvenil derivada del mismo, Ricos y Mocosos.
Hacia mediados de la década de 2000 participó en varias películas independientes nacionales e internacionales, siendo las más conocidas Left for Dead (2007) de Albert Pyun, en la que interpreta a Clementine Templeton, y Dying God, en la que interpreta a Ingrid. También actuó de manera destacada en los films Bullet Face, Kung Fu Joe, Tales Of An Ancient Empire, y The Theatre Bizarre, entre otras. Por su papel en Left for Dead (2007) ganó el premio a la Mejor actriz en el VIII Festival de Buenos Aires Rojo Sangre.
Durante el año 2008 volvió a trabajar con Cris Morena en la segunda temporada de Casi ángeles, en la cual interpretaba a una sexóloga que trataba de hacer que los chicos perdiesen el miedo al hablar de temas íntimos; apareciendo en diez capítulos. Ese mismo año estrenó su primer álbum en CD, «Victoria», en 2008, con el que pudo realizar varias actuaciones en pubs y discotecas de Buenos Aires. En 2009, trabajó nuevamente con Cris Morena, en la serie Jake & Blake, donde hacía el papel de Miranda, la mánager que estafa a Blake (Benjamín Rojas). Luego de esto filmó varias películas más y ha viajado a varios festivales de cine gracias a ellas.
En 2018 le llega la propuesta de Daniel Grinbank para grabar un disco de versiones de "clásicos y no tan clásicos" de los años '60, llamado Get Together y producido por Tweety Gonzalez. Con este proyecto la actriz retoma su carrera solista y nace "La Maurette", su nuevo pseudónimo musical. 
Actualmente, dos películas en las que participó se encuentran dentro del popular catálogo de Netflix: 27: El club de los malditos (2018), de Nicanor Loreti, y Los olvidados (2018), de los Hermanos Onetti.

## Vida personal
El 11 de noviembre de 2010 se casó con Esteban Young. El 15 de agosto de 2012, nació la primera hija de la pareja, Emma Young. La pareja se divorció en el año 2018. Desde entonces, mantiene una relación con el actor Agustín Pardella. El 16 de enero de 2025 anunció su segundo embarazo a los 42 años y la bebé nació el 2 de julio. 

## Televisión
| Año       | Título          | Personaje            | Canal |
| --------- | --------------- | -------------------- | ----- |
| 2002-2003 | Rebelde Way     | Victoria "Vico" Paz  |       |
| 2006      | Ricos y Mocosos | Luz Esperanza        |       |
| 2008      | Casi ángeles    | Licencia. Fahrenheit |       |
| 2009-2010 | Jake & Blake    | Miranda              |       |
| 2014      | Luxo            | Florencia Korov      |       |
| 2016      | Nafta Súper     | Conductora de NT8    |       |
| 2018      | Run Coyote Run  | Jennifer             |       |

## Teatro
- Momentos Mágicos De Disney (2002)
- Erreway (2003-2004)
- La del 3ero A (2015)
- Teatro Por La Identidad (2015)
- El Juego Que Todos Jugamos (2018)
- Julio Cesar (2019)
- Fuera de texto (2019)
- Spa fiver (2022)

## Cine
| Año  | Título                              | Personaje            | Notas                             |
| ---- | ----------------------------------- | -------------------- | --------------------------------- |
| 2006 | Behind the trees                    | Jessica              |                                   |
| 2007 | Left for Dead                       | Clementina Templeton |                                   |
| 2008 | Dying God                           | Ingrid               |                                   |
| 2009 | Kung Fu Joe                         | Femma Fatale         |                                   |
| 2009 | Los Ángeles                         | Lena                 |                                   |
| 2010 | Tales of an Ancient Empire          | Kara                 |                                   |
| 2010 | Bulletface                          | Dara Marren          |                                   |
| 2011 | The Theatre Bizarre                 | Karina               | Segmento: "La madre de los sapos" |
| 2016 | 5 A.M: Cinco ante los miedos        | Agustina             |                                   |
| 2017 | Where is Susan?                     | Susan                | Cortometraje                      |
| 2018 | Necronomicón: el libro del infierno | Mara                 |                                   |
| 2018 | Los olvidados                       | Carla                |                                   |
| 2018 | 27: El club de los malditos         | Janis Joplin         |                                   |
| 2018 | Pocket Films: Rememory              | Mercedez             | Cortometraje                      |
| 2019 | Todo por el ascenso                 | Mora                 |                                   |
| 2022 | Satanic Hispanics                   | Victoria "Viky"      |                                   |
| 2023 | 28                                  | Emilia               |                                   |

## Discografía
- Victoria (2009) / sello independiente
- Get Together (2019) / sello independiente
- Eterna (EP) (2021) / sello independiente
- Pop Me (2022) / sello independiente
- Alter Ego (2024) / sello independiente